# الدول الصينية القديمة

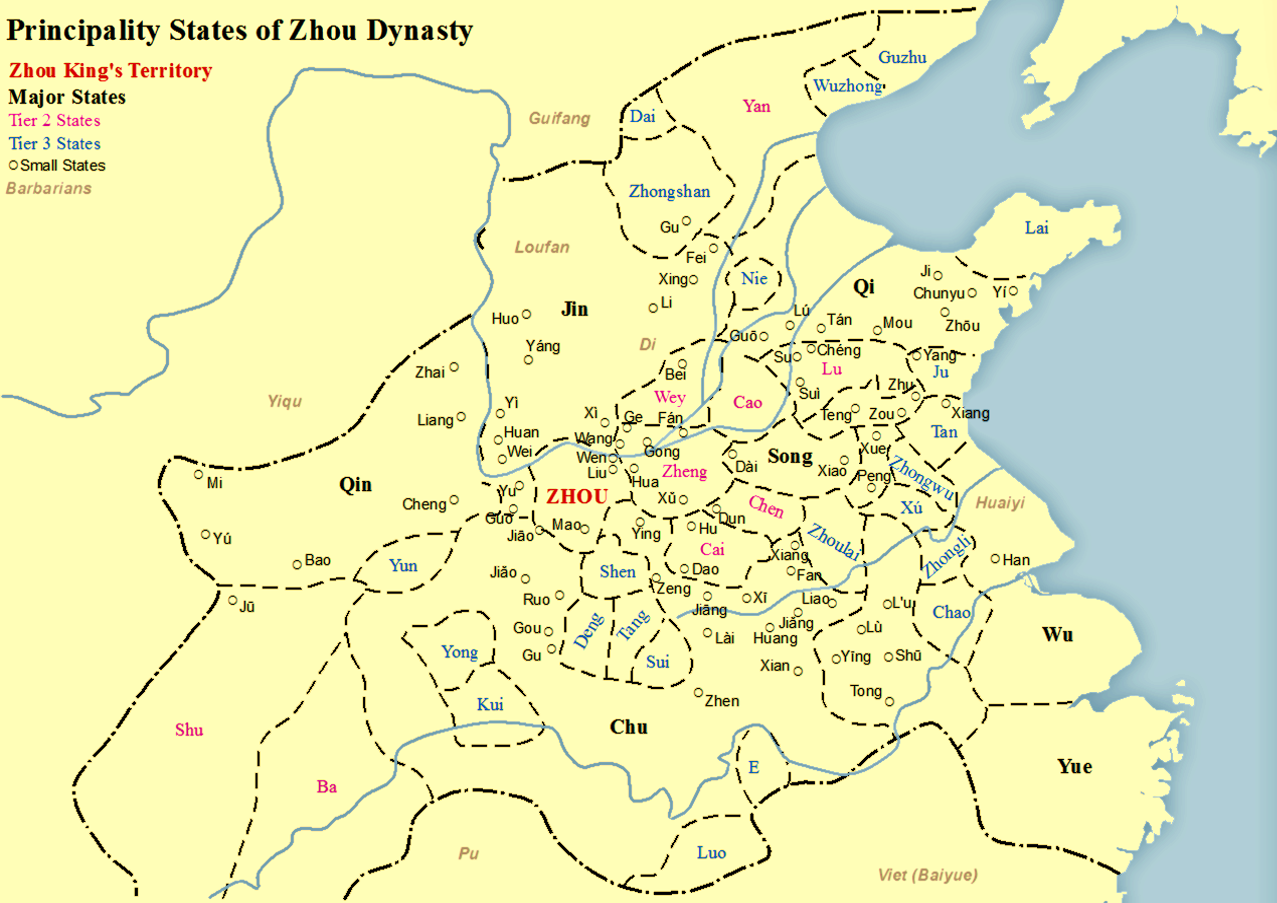
خريطة تظهر الدول الكبرى في عهد سلالة زو الحاكمة

تمثلت الدول الصينية القديمة بدول المدن متعددة الحجم ومناطق النفوذ التي وُجدت في الصين قبل توحيدها من قبل تشين شي هوانغ في 221 قبل الميلاد. في كثير من الحالات، كانت تلك دولًا تابعة تدفع الجزية لسلالة زوالحاكمة (1046-256 قبل الميلاد). برزت هذه الدول والإقطاعيات مجددًا خلال عهد السلالات الحاكمة اللاحقة كأدوات سياسية عندما دعت الحاجة.

## الخلفية
وفقًا لوجهة نظر المركزية الصينية والتفويض السماوي، كانت الصين مركز العالم وإمبراطورها هو حاكمها الوحيد وكان كل الحكام المزعومين هم مجرد تابعين للمملكة الوسطى. وكنتيجة لذلك، رأى الصينيون العالم منذ بداية التاريخ أنه سلسلة مناطق نفوذ متحدة المركز تنبثق نحو الخارج انطلاقًا من عاصمتهم. يقع ضمن الدائرة الأقرب الدول التابعة التي تعهدت بالولاء لحاكم سلالة تشو. فضلًا عن سلالة تشو نفسها، والتي احتلت بعض الأراضي حول عاصمتها، فقد حملت كل من هذه الدول اللاحقة غو (-guó)، والتي تعني «دولة» أو «أمة». من بين الدول البالغ عددها ما يقارب المئة والخمسين، كان بعضها أكبر بقليل من بلدة أو مدينة محصنة صغيرة، وامتلك البعض الآخر عاصمةً ومناطق مدنية أخرى، مسيطرين على مساحة كبيرة من الأراضي.

## لمحة تاريخية

### تشو الغربية
بعد الإطاحة بحكم سلالة شانغ في 1046 قبل الميلاد، منح الملوك الأوائل مُلكيةً موروثةً للأراضي للعديد من أنسبائهم وذريتهم. وفقًا لأنظمة النبالة الخمسة ترافق تمليك الإقطاعيات مع لقب، فيحمل حاكم سلالة تشو فقط لقب «الملك». ترافقت مع الأرض واللقب مسؤوليةُ نصرة ملك تشو في حالات الطوارئ وتقديم شعائر الاحترام لأجداد سلالة تشو. أُسسَت دولة كاي، التي تعد من أقدم الدول التابعة، في وادي النهر الأصفر بعد منح ملك تشو الأول ملكية الأرض لأخيه الأصغر. من بين الدول الأخرى التي أُسسَت في ذلك الوقت دولة تساو ويان وجين وتشين. أٌقيمَت دولة سونغ المركزية كأرض ممنوحة لطبقة نبلاء سلالة شانغ المهزومة. أما على الأطراف، فقد امتلكت دول يان وتشي وجين في الشمال والشمال الشرقي مساحات أكبر للتوسع وأصبحت بالتالي دولًا كبيرة. في الجنوب، مُنح شيونغ يي ملكية إقطاعية «تشو» (بالإنجليزية: Chu)‏ التي ازدادت قوة وأعلن حكامها اللاحقين أنفسهم ملوكًا. في ذلك الوقت، لم تكن بعض الدول (مثل يو) مؤهلة للتبعية لأنها لم تعتبر متحضرة بشكل كافٍ. كان وُجد على حدود الدول الرئيسية العديد من الكيانات الأصغر التي استحوذت عليها الدول المجاورة الأكبر مع مرور الوقت.

### فترة الربيع والخريف
قُتل الملك يو في قصره في هاوجينغ بعد هجوم من بدو كوانرونغ بالتحالف مع العديد من الدول التابعة من ضمنها دولتي شين وتشينغ. هرب ابنه بينغ نحو الشرق ونصّبه العديد من قادة الدول التابعة ملكًا. وهكذا بدأ عهد سلالة تشو الشرقية عندما شُيّدت عاصمتها لويِي (بالإنجليزية: Louyi)‏، وهي مدينة لويانغ المعاصرة (بالإنجليزية: Luoyang). وبما أن الأراضي حول المدينة كانت محدودة لأن الدول الأخرى مثل هان وواي كانت موجودةً في تلك المنطقة، فكان من المستحيل لسلالة تشو أن توسِّع منطقة نفوذها، وأصبح هذا العامل هامًا بشكل متزايد كآلية للنجاة للدول الأصغر حجمًا. استمرت الدول الجديدة بالنشوء بينما كانت تشو (بالإنجليزية: Chu) في هذه المرحلة دولة تابعة قوية في الجنوب، بعد أن نجحت في تغيير صورتها البربرية السابقة كما كان حال دولة شين في الغرب.
بين القرنين السابع والسادس قبل الميلاد نشأ توازن قوى رباعي المسالك بين شين (في الغرب) وجين (في الغرب الأوسط) وتشو (Chu) (في الجنوب) وتشي (في الشرق) بينما استمر وجود عدد من الدول الأصغر جحمًا بين جين وشي. أطيح بدولة دينغ (بالإنجليزية: Deng) من قبل دولة تشو (Chu) في 678 قبل الميلاد متبوعًا بإلحاق دولة هوا (بالإنجليزية: Hua) بدولة شين في 627 قبل الميلاد، وأصبح ذلك نموذجًا أدى إلى إزالة كل الدول الأصغر بشكل تدريجي. مع قرب نهاية فترة الربيع والخريف، أصبحت الحروب بين الدول أكثر شيوعًا وتطور نموذج تحالفات بين الحكّام الأقوى.

### قوى الهيمنة
في الوقت الذي ضعفت فيه قوة ملك سلالة تشو (Zhou)، شهد عهد الربيع والخريف بزوغ قوى الهيمنة التي فرضت سيطرتها على الدول التابعة الأخرى لحشد جيوش ومهاجمة الأعداء المشتركين. كما عُقدت اجتماعات بين الدولة المهيمنة الحالية آنذاك وحكام الدول التابعة حيث أقيمت مراسم شعائر تضمنت قسم الولاء لملك سلالة تشو الحالي وبعضها البعض.

### عصر الممالك المتحاربة
في عام 704 قبل الميلاد، كان زعيم دولة تشو (Chu) شيونغ تونغ هو الحاكم التابع الأول الذي أعلن نفسه ندًّا لسلالة تشو (Zhou) عندما لقب نفسه الملك وو (بالإنجليزية: Wu) لمملكة تشو (Chu). حذت الدول الأخرى حذوه تدريجيًا حتى سقط حكم سلالة تشو (Zhou) بشكل نهائي عام 256 قبل الميلاد. تتابع نشوء الدول بعد ذلك، مثل دولة تشونغشان في الشمال التي أقامتها قبائل بايدي البدوية في القرن الخامس قبل الميلاد والتي استمرت حتى عام 295 قبل الميلاد.
في عام 300 قبل الميلاد تقريبًا، لم يتبق هنالك سوى سبع دول رئيسية وهي: تشو (Chu) وهان وتشي وتشين ويان ووي وتشاو. بنت بعض هذه الدول أسوارًا ترابية على طول جبهاتها لحماية أنفسها من الدول الأخرى وغزوات قبائل البدو مثل كوانرونغ وشيونغنو. استحوذت الدول القوية على الدول الصغيرة المجاورة مثل تشينغ وسونغ. احتلت دولة تشين دولتي با (بالإنجليزية: Ba) وشو (بالإنجليزية: Shu) «غير الصينيتين» بحلول عام 316 قبل الميلاد.

### إمبراطورية تشين
بعد توحيد الإمبراطور الأول تشين شي هوانغ للصين عام 221 قبل الميلاد، استبعد الألقاب النبيلة التي لم تلائم نظام حكمه القائم على الفلسفة الشرعوية التي فضلت الجدارة على امتيازات المولد. أجبر جميع القادة التابعين على الحضور إلى العاصمة حيث استحوذ على دولهم وحولها إلى مقاطعات إدارية صُنفت كقيادات أو أقاليم بحسب حجمها. اختير المسؤولون عن إدارة المقاطعات الجديدة بناءً على جدارتهم بدلًا من صلاتهم العائلية.

### سلالة هان الحاكمة
في السنين الأولى لحكم سلالة هان أصبحت القيادات الناشئة خلال حكم سلالة تشين مجددًا دولًا تابعة في جميع النواحي ماعدا الاسم. منح الإمبراطور غاوزو (حكم من 202-195) أراضٍ ذاتية الحكم عمليًا لأنسبائه وبعض الجنرالات من أصحاب النفوذ العسكري. مع مرور الوقت ازدادت هذه الدول التابعة قوةً وشكّلت خطرًا على الحاكم. في النهاية، خلال حكم الإمبراطور جينغ (حكم من 156-141 قبل الميلاد)، أوصى مستشاره السياسي تشاو تسو بإلغاء جميع الإقطاعيات، وأدت تلك السياسة إلى تمرّد الأمراء السبعة. تمرّد ليو بي أمير وو أولًا وتبعه حكام من ست دول أخرى. استمر التمرد لمدة ثلاثة أشهر حتى أُخمد نهائيًا. لاحقًـا، أضعف الإمبراطور وو من قوة الدول التابعة بشكل إضافي عن طريق إزالة العديد من الإقطاعيات وتجديد السيطرة المركزية على ولاياتهم ومقاطعاتهم.